# Heterodoxia
Heterodoxia (do grego heteródoxos, "de opinião diferente") inclui "quaisquer opiniões ou doutrinas que discordem de uma posição oficial ou ortodoxa". Como adjetivo, heterodoxo é usado para descrever um assunto como "caracterizado por desvio de padrões ou crenças aceitos" (status quo).

### Em inglês
- «Heterodoxo» (em inglês)
- «Economia heterodoxa» (em inglês)
- «Igrejas Ortodoxas e Heterodoxas» (em inglês)

### Em português
- «A significância da sucessão apostólica na heterodoxia» (PDF). em Ortodoxia Brasil. Acessado em 6 de setembro de 2007.
- «SEP - Sociedade Brasileira de Economia Política». . Acessado em 6 de setembro de 2007.
- «Revista Nova Economia». . Acessado em 6 de setembro de 2007.